# 渡辺武彦
渡辺 武彦（わたなべ たけひこ、1971年7月19日 - ）は、日本の男性声優。所属事務所は青二プロダクション。兵庫県出身。

## 経歴
青二塾大阪校12期生。青二塾を卒塾したときはまだ大学在学中であったため青二塾大阪校預かりとなる。2年後、青二プロダクションに所属。青二塾大阪校預かりとなっているときに、ラジオ関西（AM KOBE）のラジオ番組を担当する。関西学院大学理学部出身の理性派。
学生時代は実家の兵庫県川西市のファミリーマート川西久代店でアルバイトをしながら声優を目指していた。

## 人物
方言は関西弁。
趣味はカラオケ、ゲーム。
特技はバレーボール、卓球。
資格・免許は介護職員初任者研修、普通自動車免許。

## 出演
太字はメインキャラクター。

### テレビアニメ
1998年
- ヨシモトムチッ子物語（コエダヤブカ）

1999年
- 週刊ストーリーランド（声）
- ドクタースランプ（海賊2）

2000年
- ヴァンドレッド（ブリッジクルーE）
- 週刊ストーリーランド（選手たち）
- ONE PIECE（門番、手下、海賊、魚人）

2001年
- 爆転シュート ベイブレード（バトバヤル）

2002年
- Kanon（第1作）（男子生徒）

2003年
- エアマスター（佐藤）
- 出撃!マシンロボレスキュー（ガラゴロ）
- ソニックX（ポリス、動物学者、オペレーター、フライングドッグ）

2007年
- ゲゲゲの鬼太郎（第5作）（ゴミ清掃の男）

### 劇場アニメ
2000年
- 機動戦士ガンダムII 哀・戦士編 特別版（少年たち）

### ゲーム
- 決戦II（登涯、馬ショク）
- SIMPLE1500シリーズ Vol.36 THE 恋愛シミュレーション 〜夏色セレブレーション〜（川島武司）
- シャイニング・フォース ネオ（アダム）
- Tomak〜Save the Earth〜Love Story（カン・ソンフン）
- ファーストKiss☆物語II 〜あなたがいるから〜（風間剛）
- FAVORITE DEAR（ディアン・アルヴィース）
- 北斗の拳 世紀末救世主伝説（フォックス、シーカー）
- METAL GEAR SOLID 2 SONS OF LIBERTY
- ユグドラ・ユニオン（ラッセル）
- リーヴェルファンタジア〜マリエルと妖精物語〜（ケヴィン）
- ルーンファクトリー -新牧場物語-（ホワイト神父）

### ドラマCD
- テイルズ オブ ファンタジア ANTHOLOGY.1（シャドウ、学会員、誘拐犯2）
- テイルズ オブ ファンタジア なりきりダンジョン -月の章-（マリク）
- ランブルフィッシュ（椎名涼）

### ナレーション
- 地元発信! 東京ジモティ（フジテレビ）
- ワイド!スクランブル（テレビ朝日）
- 土曜日の原宿〜premium〜（BS朝日）
- 多摩川競艇インフォメーション（テレビ神奈川）
- らーめん探検隊 中国四国 お麺路の旅（旅チャンネル）
- 疾走!みちのく らーめん探検隊（旅チャンネル）
- 突撃!九州らーめん探検隊（旅チャンネル）

### ラジオ
- AM KOBE:水曜イケてるリクエスト（パーソナリティ）
  - AM KOBE:青春ラジメニアジュニア（パーソナリティ）